# ماروین گی

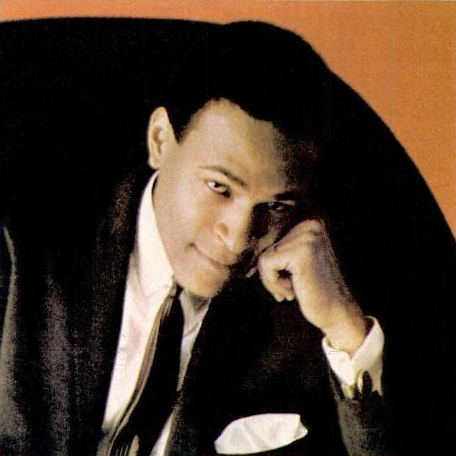

ماروین گِی (انگلیسی: Marvin Gaye؛ ۲ آوریل ۱۹۳۹ – ۱ آوریل ۱۹۸۴) خواننده، ترانه‌نویس و موسیقی‌دان آمریکایی بود. وی بین سال‌های ۱۹۶۱ تا ۱۹۸۴ میلادی فعالیت می‌کرد. او در شکل‌گیری موتاون در دهه ۱۹۶۰ نقش داشت.